# بخش خبوشان
بخش خبوشان به مرکزیت شهر تیتکانلو یکی از بخش‌های شهرستان فاروج در استان خراسان شمالی ایران است.

## جمعیت
بنابر سرشماری مرکز آمار ایران، جمعیت بخش خبوشان شهرستان فاروج در سال ۱۳۸۵ برابر با ۱۵۳۴۰ نفر بوده است.